# Rimozione dei tatuaggi
La rimozione dei tatuaggi è la pratica con cui si possono cancellare dalla pelle i segni e disegni artificiali permanenti con dei trattamenti in maniera totale o parziale e con diversi strumenti durante la storia di questa forma di decorazione corporea.
Prima dello sviluppo del metodo tramite rimozione laser del tatuaggio, le tecniche di rimozione più comuni includevano la dermoabrasione, TCA (acido tricloroacetico, un acido che rimuove gli strati superiori della pelle, raggiungendo gli strati in cui risiede l'inchiostro), salabrasione (strofinare la pelle con sale), criochirurgia e incisioni che sono a volte ancora usati insieme al trapianto di pelle per i tatuaggi più grandi. 
Alcune precedenti forme di rimozione di tatuaggi includevano l'iniezione o l'applicazione di vino, limone, aceto o escrementi di piccione.
La rimozione di tatuaggi tramite laser è stata effettuata inizialmente con continue onde laser, e più tardi con i Laser Q-switched, che furono disponibili sul commercio dal 1990. Oggi le parole “rimozione laser di tatuaggi” si riferiscono alla rimozione non invasiva dei pigmenti del tatuaggio usando laser Q-switched. 
Tipicamente gli inchiostri neri e più scuri vengono rimossi con più facilità.

## Motivi
Un sondaggio condotto nel gennaio 2012 da “harris interactive” ha riportato che 1 su 7 (14%) del 21% degli Americani che hanno un tatuaggio, si pentono di averlo fatto. Il sondaggio non riporta la ragione del ripensamento, ma un sondaggio effettuato quattro anni prima ha riportato che la ragione principale fosse che il soggetto “era troppo giovane” quando ha fatto il tatuaggio (20%), “è permanente” e “sono marchiato a vita” (19%), “non mi piace più” (18%). Altri sondaggi hanno dimostrato che il 19% degli inglesi con un tatuaggio si sono pentiti di averlo fatto, così come l'11% degli italiani.
Ricerche sui pazienti di rimozione dei tatuaggi sono state fatte tra il 1996 e il 2006 e hanno prodotto più risposte dettagliate; tra i pazienti, la maggior parte di quelli che si sono pentiti di aver fatto un tatuaggio lo avevano effettuato nella tarda adolescenza o attorno ai vent'anni. 
Oltre a queste ragioni più della metà hanno dichiarato che “era fonte di imbarazzo”. Un nuovo lavoro, problemi coi vestiti e un evento significativo nella vita sono altre motivazioni spesso citate.
Un'altra ragione, in Italia, è il divieto di avere tatuaggi visibili, indossando la divisa, per chi effettua concorsi nelle forze armate o già vi presta servizio. (Direttiva Stato Maggiore dell'Esercito del 26 luglio 2012)

## Metodi

### Rimozione laser

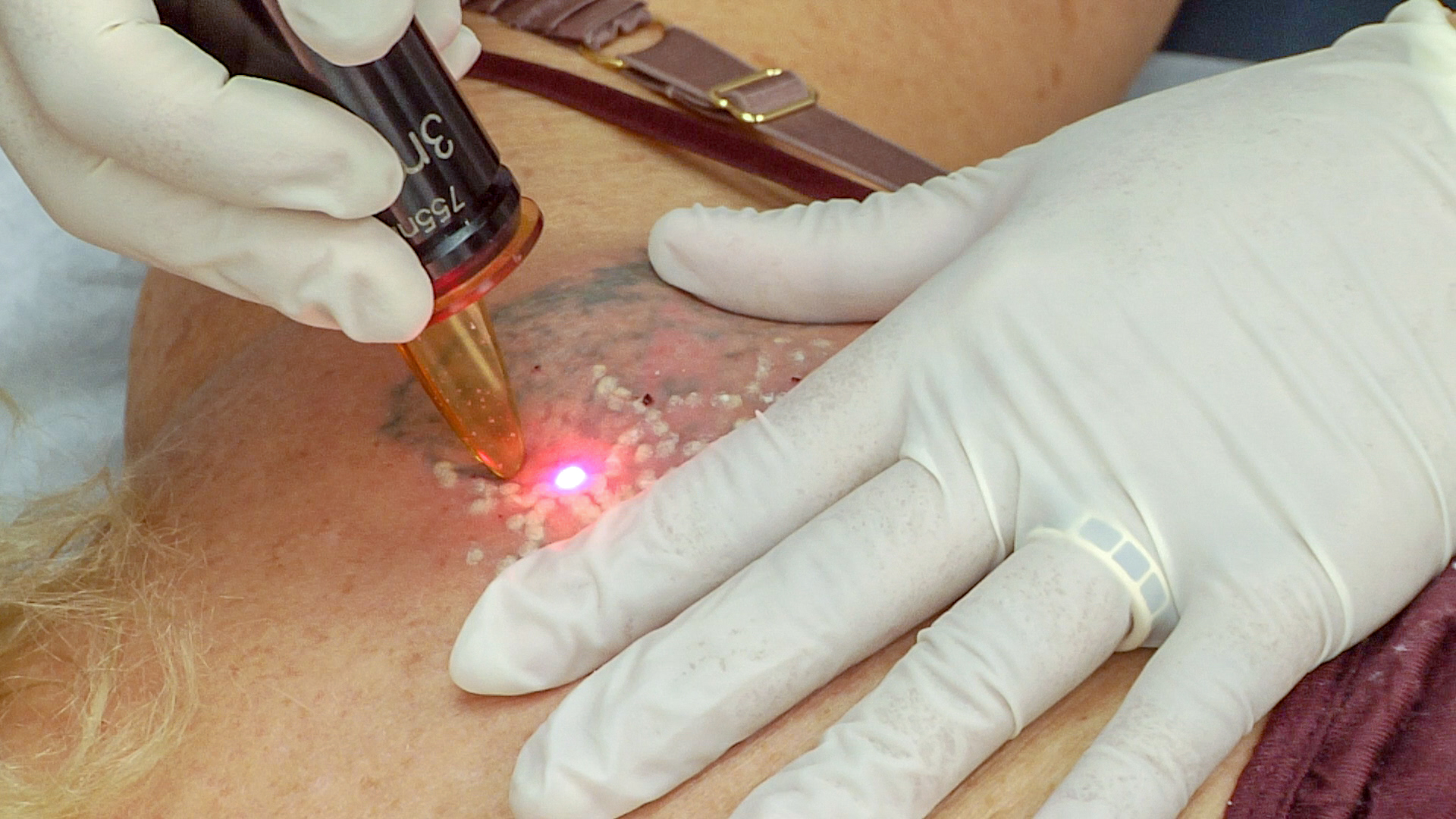
Rimozione di un tatuaggio tramite laser.

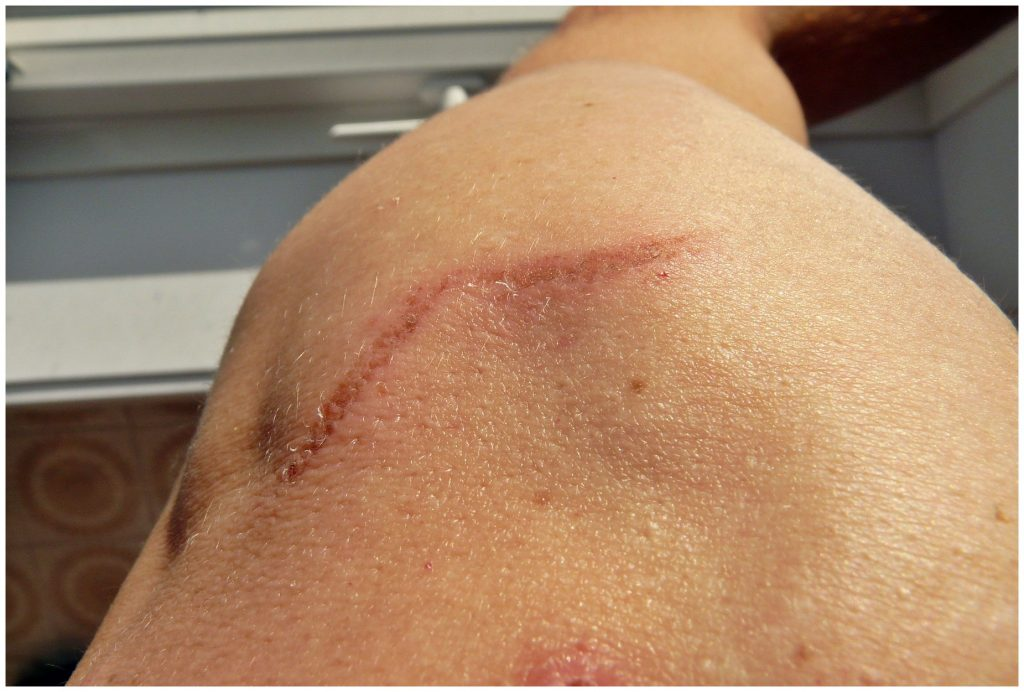
Cicatrice lasciata dalla rimozione di un tatuaggio tramite laser.

La rimozione è effettuata tramite laser che frammentano le particelle di inchiostro nel tatuaggio. La frammentazione dell'inchiostro è poi dispersa dai tessuti. Tutti i pigmenti dei tatuaggi hanno uno specifico spettro di assorbimento. Un laser per rimuovere tatuaggi deve essere capace di emettere energia adeguata a seconda dello spettro di assorbimento del pigmento che si vuole eliminare per fornire un trattamento efficace. Alcuni pigmenti di tatuaggi, come il giallo, verde, bianco e inchiostri fluorescenti, sono più difficili da trattare rispetto ad inchiostri di colore nero o scuri, poiché hanno uno spettro di assorbimento che cade fuori o sulla soglia di emissione degli spettri disponibili nel laser per la rimozione.
Ampiamente considerata dai medici la migliore metodica rimozione dei tatuaggi.
Su questo c'è un largo dibattito, secondo molte persone che si sottopongono al trattamento è il peggiore.
La rimozione laser richiede moltissime sedute dispendiose con un dolore pari ad un'ustione che perdura per circa 3 settimane.
Esiste inoltre il rischio di cicatrici soprattutto per le persone di fototipo scuro.

#### Meccanismi dell'azione del laser
Il tatuaggio consiste in migliaia di particelle di pigmento di tatuaggio sospese nella pelle. Mentre il processo di guarigione in un normale adulto rimuoverebbe le piccole particelle estranee dalla pelle, le particelle di pigmento di tatuaggio sono permanenti perché sono troppo grosse per poter essere rimosse dall'organismo. 
Il trattamento laser causa alle particelle del pigmento di frammentarsi in piccolissimi pezzi. Queste particelle più piccole si suppone siano poi disperse dal normale processo di guarigione del corpo umano, tuttavia non è sicuro che il corpo sia in grado di smaltire i pigmenti dal sistema linfatico.
Per la rimozione laser la distruzione selettiva dei pigmenti del tatuaggio dipende da quattro fattori:
1. Il colore della luce deve penetrare in profondità a sufficienza per raggiungere il pigmento del tatuaggio.
2. Il colore del laser deve essere assorbito maggiormente dal pigmento del tatuaggio rispetto alla pelle circostante.
3. Il tempo di esposizione all'energia del laser deve essere molto corto.
4. Un'energia sufficiente deve essere trasmessa durante ogni impulso laser. Se l'energia è troppo debole, il pigmento non si frammenta e non avviene nessun processo di rimozione.

I laser Q-switched e i laser a picosecondi sono gli unici laser attualmente disponibili in commercio che soddisfino tali requisiti.

#### Numero di sedute laser necessarie alla rimozione
Una rimozione completa tramite laser richiede numerose sessioni di trattamento, solitamente intervallate l'una dall'altra da 4-5 settimane. Effettuare trattamenti più frequentemente aumenta il rischio di effetti indesiderati e non aumenta l'assorbimento dell'inchiostro.
Ogni sessione, alcune, ma non tutte le particelle di pigmento sono frammentate e disperse dall'organismo nel corso delle settimane successive. Il risultato è che il tatuaggio sbiadisce durante il tempo. Il numero di sessioni dipende da vari parametri, inclusa l'area del corpo trattata, il tipo di inchiostro utilizzato per il tatuaggio e le caratteristiche della pelle. Per questo motivo i tempi variano per ciascun individuo.

#### Gestione del dolore durante il trattamento
La rimozione laser di un tatuaggio può essere spiacevole; alcuni pazienti dicono che è peggio che farsi tatuare. Il dolore è spesso descritto come simile a quello provocato dall'olio caldo sulla pelle o ad essere colpiti da un elastico. A seconda della sopportazione del dolore del paziente è possibile applicare creme anestetiche o più raramente anestesie locali sull'area da trattare.

### Crema liposomiale
L'università Dalhousie in Canada ha condotto studi atti a confermare la proprietà dei bifosfonati in quanto questi sono capaci di eliminare i macrofagi con conseguente formazione di nuovi che, nel caso ci fosse inchiostro da tatuaggio intraderma consentirebbe la rimozione del tatuaggio nell'area desiderata. Tali studi sono ancora in fase preclinica e stanno ottenendo risultati promettenti.

### Dermoabrasione
La classica metodica utilizzata tramite un dispositivo di microdermoabrasione che leviga gli strati superficiali della pelle fino ad arrivare all'inchiostro.
C'è il rischio di cicatrici importanti.

### Acido lattico
Si interviene tramite una macchinetta che elimina l'epidermide per iniettare nel derma una soluzione a base di acido lattico che causa una naturale reazione di rigetto cutanea dove l'inchiostro viene poi eliminato tramite la formazione di una crosta.
Può portare a esiti cicatriziali.

## Strategie di rimpiazzo

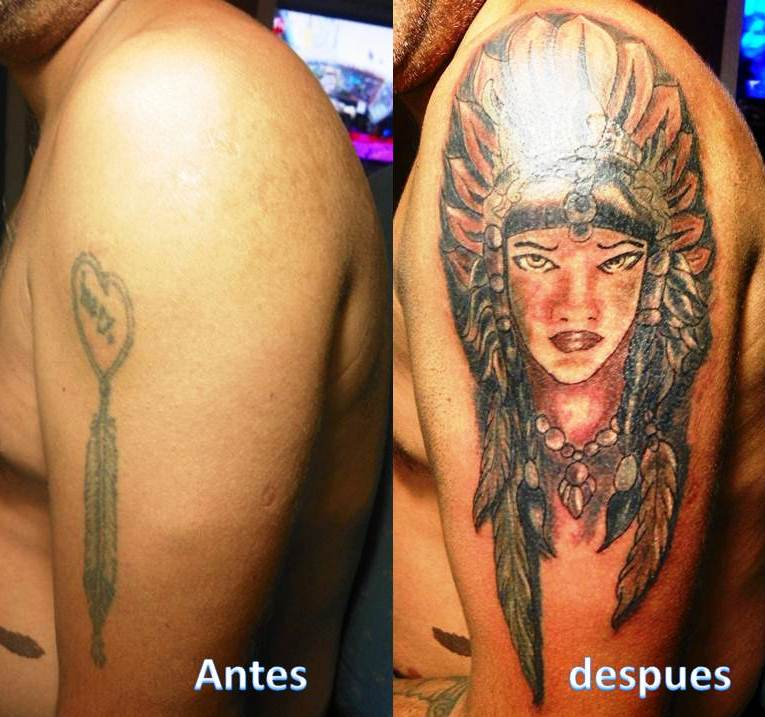
Esempio di rimpiazzo di un tatuaggio (prima e dopo).

Alcune persone decidono di coprire un tatuaggio indesiderato con un altro tatuaggio. Un nuovo tatuaggio ben fatto può rendere il vecchio tatuaggio completamente invisibile, a patto che quello precedente non abbia lineamenti marcati poiché in quel caso si vedrà la linea di quello vecchio, anche se dipende in gran parte dalla grandezza, lo stile, i colori, le tecniche utilizzate per il vecchio tatuaggio e l'abilità del tatuatore.
Alcuni tatuaggi sono però troppo brillanti per poter essere coperti e in questi casi i pazienti possono ricevere trattamenti laser per sbiadire il tatuaggio esistente e in questo modo facilitare e rendere possibile al meglio la copertura del vecchio tatuaggio con uno nuovo.